# Parafia św. Jadwigi w Złotoryi
Parafia św. Jadwigi w Złotoryi – parafia rzymskokatolicka w dekanacie złotoryjskim w diecezji legnickiej. 
Jest najstarszą parafią w mieście. Jej siedziba mieści się przy ulicy Klasztornej. Od 30 czerwca 2014 roku w parafii posługują franciszkanie z Prowincji św. Jadwigi Śląskiej. 30 czerwca został również erygowany dom zakonny pw. św. Jadwigi. Od 2014 funkcję proboszcza pełni o. Bogdan Koczor OFM. 
W parafii działa Franciszkański Zakon Świeckich, Żywy Różaniec, Straż Honorowa, Chór, Liturgiczna Służba Ołtarza. Msze św. odprawiane są w tygodniu o 7.00 i 18.00, w niedzielę o 7.00, 9.00, 10.30, 12.00 oraz 18.00. 
Do parafii należy również kościół pw. św. Mikołaja, który znajduje się na pobliskim cmentarzu, odprawia się w nim msze niedzielne od pierwszej  niedzieli maja do 2 listopada o godzinie 11.00 oraz wszystkie msze św. pogrzebowe.